# Vertice di Camp David
Da non confondere con Accordi di Camp David.

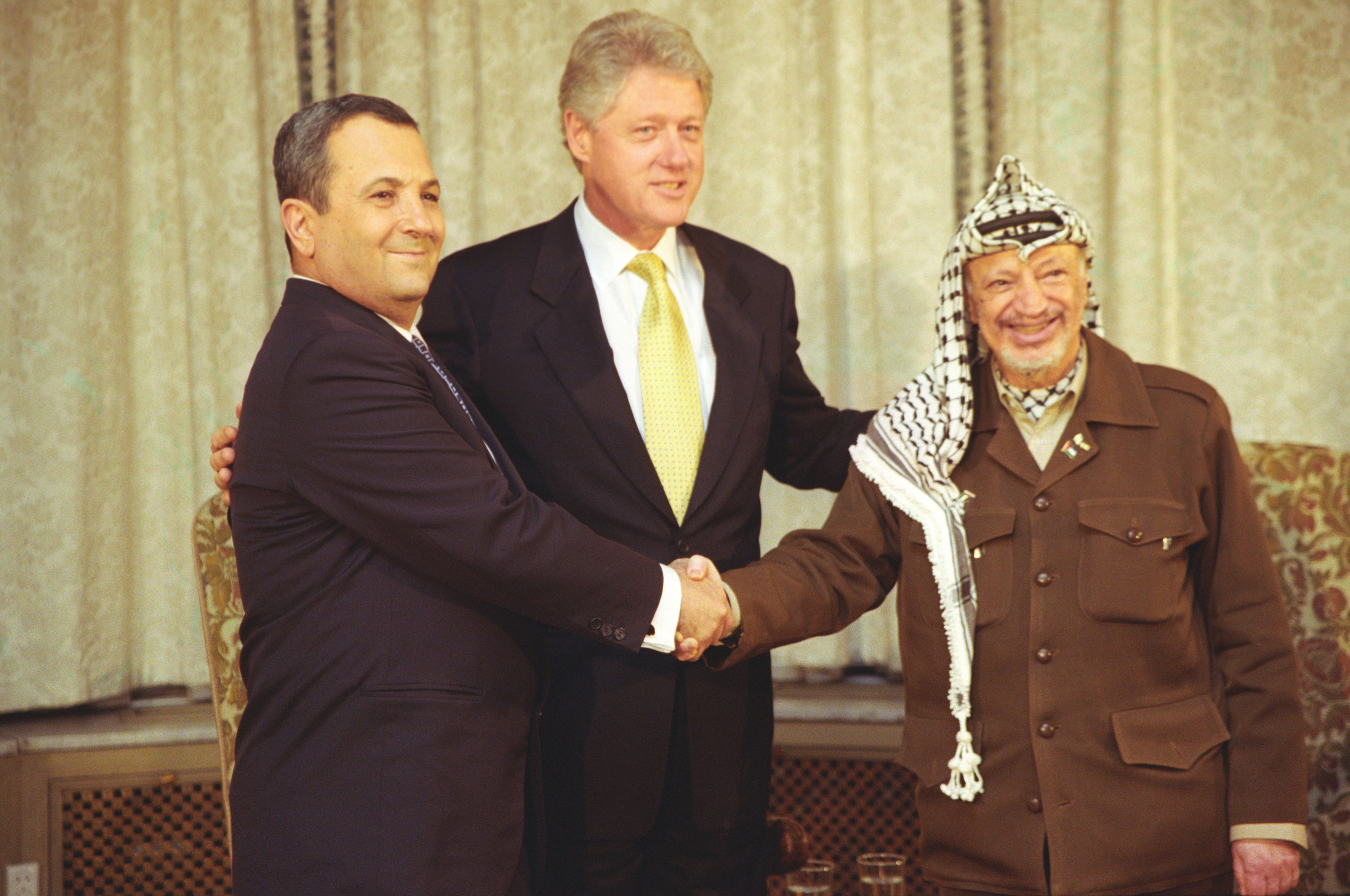
Il presidente Bill Clinton con il primo ministro Ehud Barak di Israele e il presidente Yasser Arafat dell'Autorità Nazionale Palestinese

Il vertice di pace in Medio Oriente a Camp David ha avuto luogo nel luglio 2000 tra il presidente degli Stati Uniti Bill Clinton, il primo ministro israeliano Ehud Barak, ed il presidente dell'Autorità Nazionale Palestinese Yasser Arafat. È stato in ultima analisi un tentativo fallimentare di negoziare uno "status finale" per il conflitto israelo-palestinese.

## Dichiarazione trilaterale
Tra l'11 ed il 24 luglio 2000, sotto gli auspici del presidente Clinton, il primo ministro Barak ed il presidente Arafat si sono incontrati a Camp David nel tentativo di raggiungere un accordo su uno status permanente. I negoziati sono stati senza precedenti in finalità e dettagli ma non sono stati in grado di colmare le lacune e raggiungere un accordo.
Ehud Barak, in seguito alle pressioni del presidente Bill Clinton, offrì ad Yāsser Arafāt uno Stato palestinese nella striscia di Gaza e in gran parte della Cisgiordania, il ritorno di un limitato numero di profughi e un indennizzo per gli altri, la demilitarizzazione dello Stato palestinese e lo smantellamento dei gruppi terroristici. Con una mossa estremamente criticata, Arafāt rifiutò l'offerta di Barak senza peraltro presentare delle controproposte.
Basandosi sui progressi compiuti a Camp David, tuttavia, i due leader concordarono i seguenti principi guida per i negoziati:
1. Le due parti hanno concordato che l'obiettivo delle trattative è quello di porre fine a decenni di conflitto e di raggiungere una pace giusta e duratura.
2. Le due parti si impegnano a proseguire i loro sforzi per concludere un accordo permanente su tutte le questioni relative alla situazione nel più breve tempo possibile.
3. Entrambe le parti convengono che i negoziati sulla base delle risoluzioni del Consiglio di sicurezza dell'ONU 242 e 338 sono l'unico modo per raggiungere un accordo di questo tipo e che si impegnano a creare un ambiente per i negoziati libero da pressioni, intimidazioni e minacce di violenza.
4. Le due parti hanno capito l'importanza di evitare azioni unilaterali che possano pregiudicare l'esito dei negoziati e che le loro differenze saranno risolte solo con i negoziati in buona fede.
5. Entrambe le parti convengono che gli Stati Uniti rimangono un partner fondamentale nella ricerca della pace e continueranno a consultarsi in stretta collaborazione con il presidente Clinton ed il segretario di Stato Madeleine Albright nel periodo a venire.

| Controllo di autorità | J9U (EN, HE) 987007334108305171 |